# François Pinault
Pour les articles homonymes, voir Pinault.
François Pinault, né le 21 août 1936 aux Champs-Géraux (Côtes-d'Armor), est un homme d'affaires milliardaire français, fondateur des sociétés Artémis et Kering.
Actif depuis 1962 dans le négoce de bois, il diversifie ses activités dans les années 1980 en entrant dans le secteur de la distribution (FNAC, La Redoute). Il s'oriente à la fin des années 1990 vers le secteur du luxe.
Son groupe Kering contrôle des marques de luxe comme Gucci, Yves Saint Laurent, Balenciaga, Bottega Veneta, Boucheron, Alexander McQueen, Brioni et Ulysse Nardin.
Via sa holding Artémis, il est propriétaire du magazine Le Point, des Éditions Tallandier, du Stade Rennais FC, des croisières Ponant, du château Latour, et de la maison d’enchères Christie's.
En 2003, il passe le relais à son fils François-Henri Pinault, et se consacre à sa passion pour l'art contemporain, au travers de la Collection Pinault.
François Pinault est classé 28e fortune mondiale le 13 juillet 2023 par Forbes, entre 4e et 6e fortune française, et figure parmi les 10 plus grands collectionneurs d'art contemporain au monde.

## Biographie

### Enfance et débuts
François Pinault est né le 21 août 1936 aux Champs-Géraux, une commune rurale au sud-est de Dinan dans les Côtes-d'Armor, à la limite de l'Ille-et-Vilaine. Son père est un marchand de bois d'origine paysanne. La famille parle le gallo à la maison où sa mère et sa grand-mère font régner une solide foi catholique.
En 1947, il devient pensionnaire au lycée Saint-Martin de Rennes. Il quitte l'école à seize ans et rejoint son père dans la scierie familiale. Il étudie au lycée des métiers du bois à Luchon où il est le voisin de chambre de Bernard Magrez. Il quitte ensuite la scierie pour combattre dans les troupes françaises en Algérie de 1956 à 1958. Il est artilleur sur les hauteurs de Blida. De retour d'Algérie, il retourne à l'entreprise familiale. En 1959, à la mort de son père, il vend l'affaire familiale et devient chef d'exploitation chez Gautier Frères, entreprise de bois basée à Rennes,.
En 1960, François Pinault se marie avec Louisette Gautier, avec qui il a trois enfants — François-Henri, qui a aujourd'hui repris la direction du groupe fondé par son père, Dominique, avocat, et Laurence (tous les trois ont grandi dans un pavillon de la banlieue de Rennes) — et dont il se sépare cinq ans plus tard.

### Création d'un empire du bois
En 1962, François Pinault reprend avec l'aide du Crédit lyonnais et l'appui de son beau-père l'entreprise de vente de bois de son beau-père, qu'il rebaptise Établissements Pinault. Il développe son chiffre d’affaires et parvient à s’émanciper des intermédiaires du bois pour traiter directement avec les scieries nord-européennes. En 1969, les Établissements Pinault importent 35 000 m3 de sapins du Nord.
En 1970, François Pinault épouse Maryvonne Campbell, antiquaire à Rennes qui l'introduit au monde de l'art. De par cette union, il est le beau-père de Florence Rogers-Pinault (1963-2021).
En 1973, sous la pression du Crédit lyonnais, il vend son entreprise à Venesta International, une holding britannique, pour 25 millions de francs. Il investit 300 000 francs dans le sucre à la bourse du commerce. Avec l'envolée des cours du sucre en 1974, il empoche une plus-value 100 millions de francs. Doté d’une nouvelle fortune, il reprend Pinault SA à Venesta, alors au bord du dépôt de bilan, pour 10 millions de francs,.
Lors du premier choc pétrolier, sentant que la crise menace le secteur du bois, François Pinault se rend chez tous ses fournisseurs étrangers pour rapidement mettre fin à ses contrats d'importation. Les cours du bois s'effondrent quelques mois plus tard et la guerre des prix qui en découle permet à François Pinault de racheter la plupart de ses concurrents en faillite,.

### Reprise d'entreprises en difficulté
À partir de 1978, François Pinault constitue une équipe spécialisée dans les reprises d'entreprises en difficulté et reprend plus de 60 sociétés,. Il récupère des affaires de négoce, des menuiseries industrielles et des fabricants d'huisseries, de lambris et de toitures. En 1981, il déménage à Paris. En 1983, il devient membre de l'Association française des entreprises privées (AFEP).
En 1986, il rachète le fabricant de panneaux de bois Isoroy pour 1 franc symbolique. Il y investit 400 millions, dont 130 millions provenant de subventions publiques, supprime 1/4 des postes et revend l'entreprise en 1992. En 1987, il rachète le producteur de papier journal Chapelle Darblay (dans laquelle l'État a injecté 2,3 milliards de francs en six ans) avec un prêt de 300 millions du Crédit lyonnais et en partenariat avec le Canadien Cascades. Chapelle Darblay consomme un million de stères de bois par an, un débouché juteux pour la société Pinault. En 1990, Pinault SA revend Chapelle Darblay aux groupes suédois Stora et finlandais Kymmene pour 1,4 milliard de francs.

### Virage vers la distribution spécialisée et le luxe
Le 25 octobre 1988, Pinault SA fait son entrée à la bourse de Paris. En mars 1989, Pinault SA rachète la CFAO, puis les deux entités fusionnent l'année suivante. Parmi les perles de la CFAO, la CDME (distribution de matériel électrique) qui devient Rexel, société stratégique du groupe. CFAO possède également l'enseigne de supermarchés La Ruche méridionale qui est cédée à Casino en 1990.
En 1991, lorsque Bernard Arnault restructure son groupe autour de ses activités luxe, il cède Conforama au groupe de François Pinault. En 1992, celui-ci rachète la holding détenant le Printemps pour 5,3 milliards de francs. Il utilise un montage pour éviter une OPA en faisant perdre les droits de vote doubles de certains actionnaires. Le 22 décembre 1992, Pinault SA devient Pinault Printemps avec un chiffre d'affaires annuel de 70 milliards de francs, mais affichant un endettement qui annonce des cessions à venir.
En 1992, François Pinault crée également Artémis, société qui contrôle Pinault SA à 54,6 % et qui est contrôlée par Financière Pinault à 75,5 %, elle-même détenue à 55 % par la famille Pinault. Le Crédit lyonnais (via Clinvest) entre à hauteur de 20 % au capital de Financière Pinault, et 24,6 % dans Artémis. La même année, Artémis rachète les junk bonds de la compagnie d’assurance-vie californienne Executive Life alors en dépôt de bilan avec l'appui financier d'Altus (filiale du Crédit lyonnais). Les titres reprennent de la valeur à la faveur d’un retournement de conjoncture économique.
En 1994, François Pinault fusionne Pinault-Printemps avec La Redoute pour créer le groupe Pinault-Printemps-Redoute. Il reprend 64,6 % de la Fnac et entre au conseil d’administration du Crédit lyonnais. Sa société Artémis rachète le magazine Le Point en 1997, la maison de ventes aux enchères Christie's en 1998, puis le magazine financier L'Agefi en 2000. En 1998, Artémis rachète le Stade rennais FC. En décembre 1998, Vincent Bolloré cède à Artémis les 12,61 % de parts qu'il détient dans Bouygues, ce qui fait monter à 16 % la participation du holding de François Pinault dans Bouygues. Le 3 décembre 1997, interrogé par Le Canard enchaîné, François Pinault avoue s'être exonéré de l'impôt de solidarité sur la fortune (ISF) en ayant souscrit à un emprunt de 140 millions de francs pour acquérir de nouvelles actions de ses propres sociétés, une « astuce fiscale » qui mène le gouvernement à réviser certaines lois,.
En mars 1999, l'homme d’affaires réussit un coup d'éclat en reprenant, dans la même journée, 40 % de la marque de luxe Gucci, et 100 % de Sanofi Beauté, qui possède Yves Saint Laurent. Ces acquisitions signent le virage de son groupe vers le secteur du luxe. Les autres activités financières sont cédées progressivement. Cette acquisition le place en conflit avec Bernard Arnault qui contemplait l'acquisition Gucci depuis plusieurs années,.

### Passation de pouvoir
À partir du milieu de l'année 2000, François Pinault partage la gestion de Financière Pinault avec son fils François-Henri, structure qu’il cède en donation-partage à chacun de ses 3 enfants le 21 août 2001.
2002 est une année noire pour Pinault : L'acquisition de Gucci coûte plus cher que prévu à son groupe, la cession des activités de distribution spécialisée divise en interne, la presse outre-Atlantique s'affiche peu amicale à son égard, l'homme d'affaires se sent attaqué par un Bernard Arnault amer des suites de l'affaire Gucci, et la justice américaine le prend en étau dans l'affaire Executive Life. Fin 2003, au moment de l'acquisition définitive de Gucci, ces problèmes ont tous été réglés.
En mai 2003, il cède la présidence d'Artémis à son fils François-Henri, ainsi que son poste de vice-président du conseil de surveillance de Pinault-Printemps-Redoute.
En 2005, Pinault-Printemps-Redoute devient PPR. Le 21 mars 2005, son fils François-Henri devient président du directoire de PPR,. Il poursuit alors la stratégie de recentrage du groupe autour des activités luxe engagée sous la gouvernance de son père et renomme le nouvel ensemble Kering en 2013, groupe de luxe français propriétaire de marques telles que Gucci, Yves Saint-Laurent, Bottega Veneta, Boucheron et Alexander McQueen. 

## Art contemporain

### Collection
La collection de François Pinault compte 10 000 œuvres d'art d'au moins 587 artistes différents. Il figure parmi les dix plus grands collectionneurs d'art contemporain au monde. Dans les années 1970, François Pinault achète son premier tableau, Cour de ferme par Paul Sérusier, puis enchaîne les acquisitions de tableaux de peintres du début du XXe, prenant goût à l'art moderne et contemporain vers la fin des années 1980. En 1990, il achète le tableau Losangique II de Piet Mondrian pour $8,8 millions. À son biographe Pierre Daix, il dit : « Ce jour-là, j'ai compris que je pouvais accéder aux sommets de l'art de mon temps ». Il constitue dans les années 1990 une importante collection privée d'art contemporain. À la fin des années 1990, il détient la plus importante collection française de l'après-guerre américaine, et collectionne également les œuvres monumentales comme une installation de Richard Serra de 190 tonnes et le Spleet Rocker de Jeff Koons de 250 tonnes.
Pinault entretient un lien étroit avec le monde de l'art, réputé proche des artistes Jeff Koons, Cy Twombly, Richard Serra, Damien Hirst et Cindy Sherman,. L'artiste italien Maurizio Cattelan aurait déjà dessiné sa pierre tombale. L'artiste polonais Piotr Uklański a créé un crâne radiographié, colorisé et bombé de François Pinault.

### Musées
En 2000, François Pinault annonce son intention de bâtir un musée sur l'île Seguin pour y héberger sa vaste collection. Le projet implique de vastes remaniements d'urbanisme pour la ville de Boulogne-Billancourt, ce qui ralentit le plan initial. La complexité du projet couplée aux contentieux avec les riverains retardent le lancement des travaux,. En 2001, il sélectionne l'architecte Tadao Andō pour concevoir le musée. Selon Philippe Ségalot, alors courtier de Pinault, le choix de l'architecte a redéfini la chronologie de la collection d'art de Pinault dont le début est fixé à 1945. Ce choix est suivi en 2003 avec la mise en vente par Pinault de nombreuses pièces majeures de sa collection. Un article du Journal des Arts s'inquiète alors de l'absence de structure juridique de la « Fondation Pinault » et de la vente de 2 œuvres d'art censées figurer à son inventaire (un Klein et un Rothko) alors que son projet sur l'île Seguin a déjà donné lieu à de nombreuses subventions publiques, et qu'un organisme lié à l'art ne peut pas vendre son inventaire s'il bénéficie d'aides publiques. Selon Libération, le projet est en fait porté par la société privée Luba, filiale d'Artémis, et non par une fondation, qui n'aurait été créée qu'en cas de concrétisation du projet. En 2005, il renonce à son projet sur l'île Seguin,.
François Pinault reprend ensuite 80 % du Palazzo Grassi situé sur les bords du Grand Canal à Venise,. En avril 2006, après un an de rénovation menée par l'architecte japonais Tadao Andō, il inaugure le Palazzo Grassi avec la toute première exposition de sa collection intitulée Where are we going?. En mai 2007, après une forte lutte contre la fondation Guggenheim,, François Pinault reprend la Punta della Dogana, qui rajoute 5 000 m2 de surface d'exposition aux espaces du Palazzo Grassi. Tadao Andō transforme l'ancien entrepôt en musée d'art contemporain. La réouverture a lieu en mai 2009. En 2013, il lance la rénovation du Teatrino, petit théâtre adjacent au Palazzo Grassi, totalement en ruine. La rénovation est confiée à l’architecte japonais Tadao Andō qui y conçoit un auditorium de 225 places.
En 2015, François Pinault inaugure à Lens la première résidence d'artistes de Pinault Collection.
En mai 2021, il inaugure l'ouverture de la Bourse de commerce de Paris transformée en musée d'art contemporain Pinault Collection, après des travaux de rénovation évalués à 150 millions d’euros. La collection inclut plus de 10 000 pièces, et le musée a été conçu par l'architecte japonais Tadao Ando,.

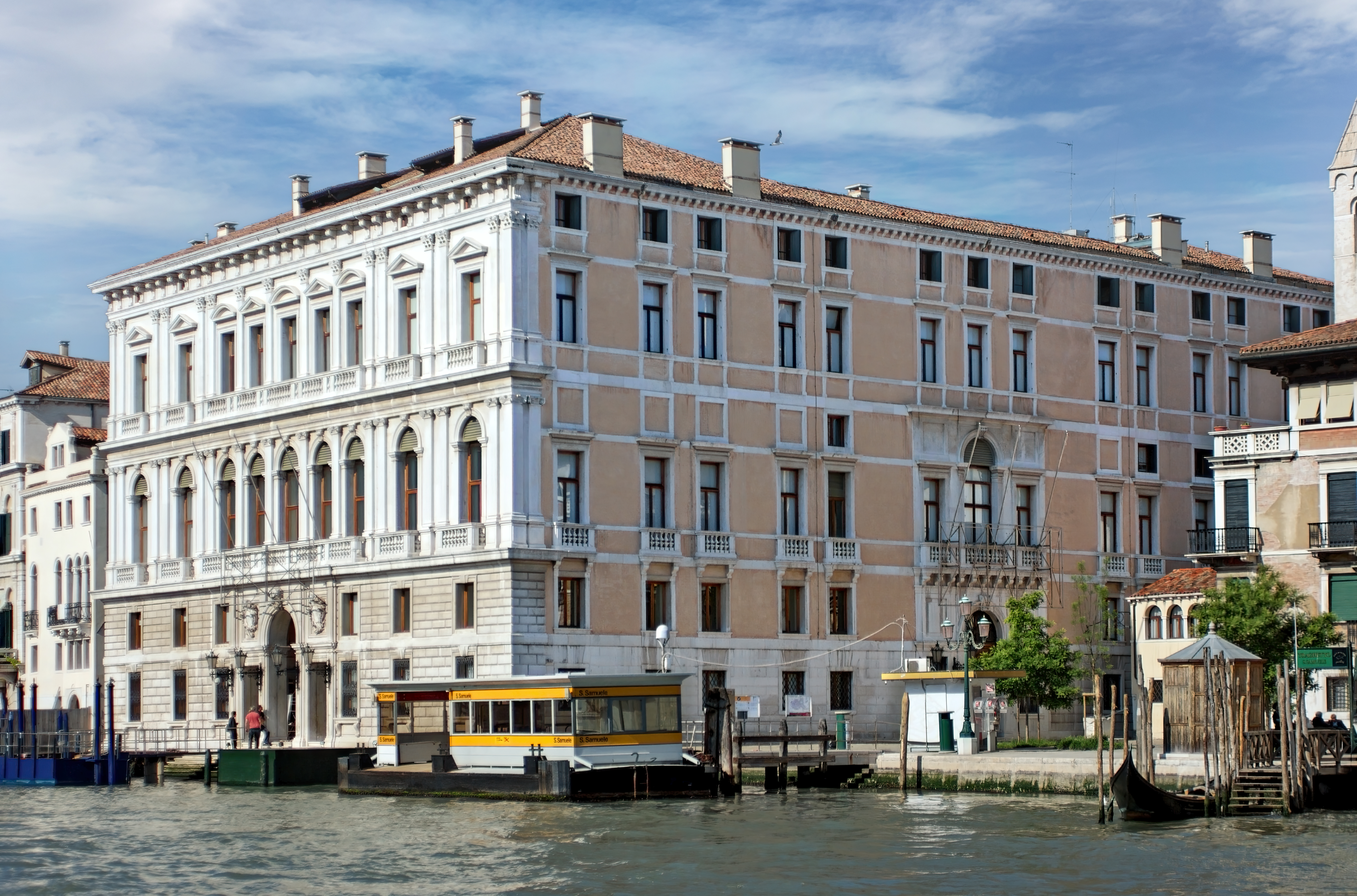
Palais Grassi, Venise.
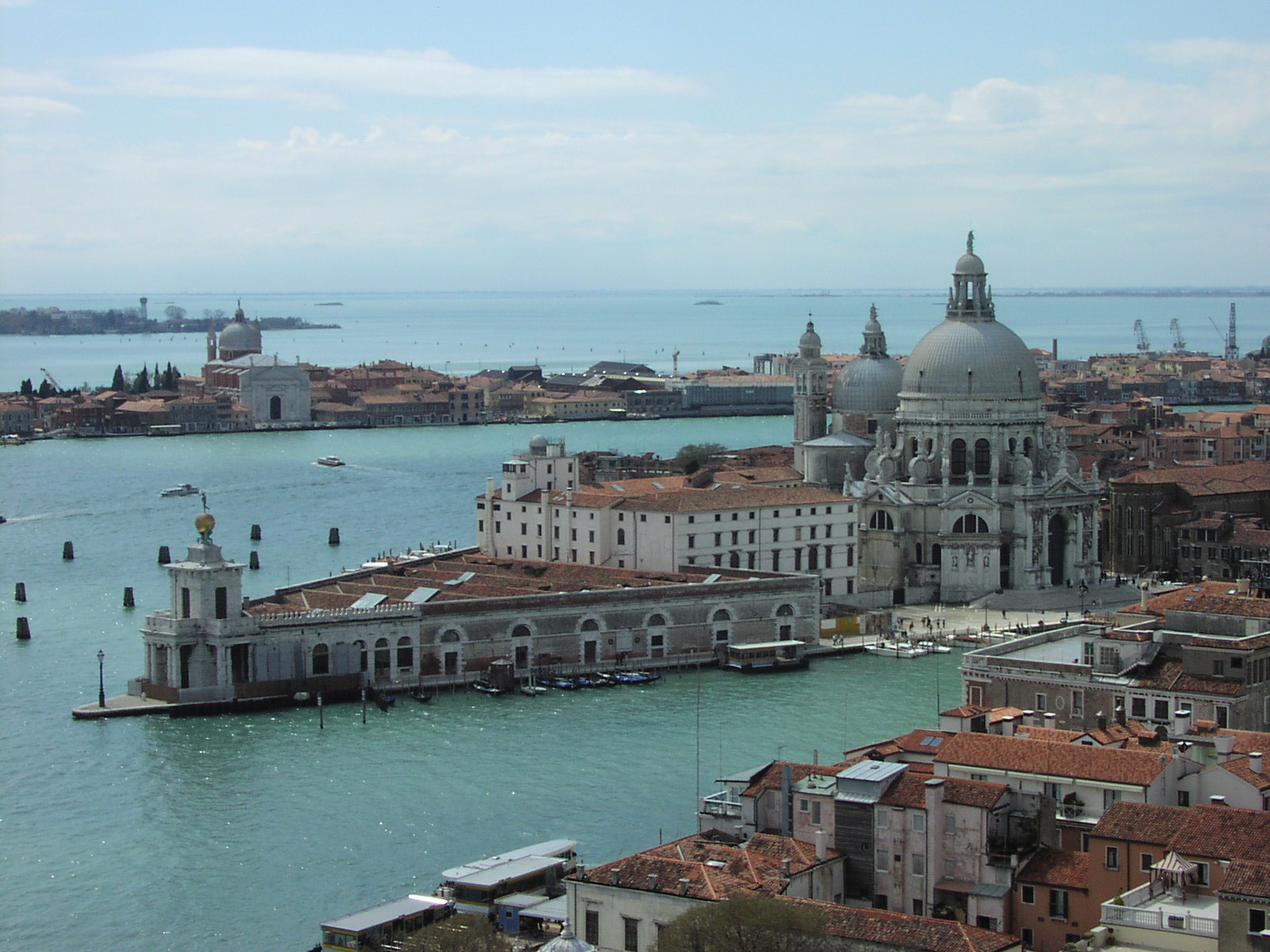
Punta della Dogana, Venise.
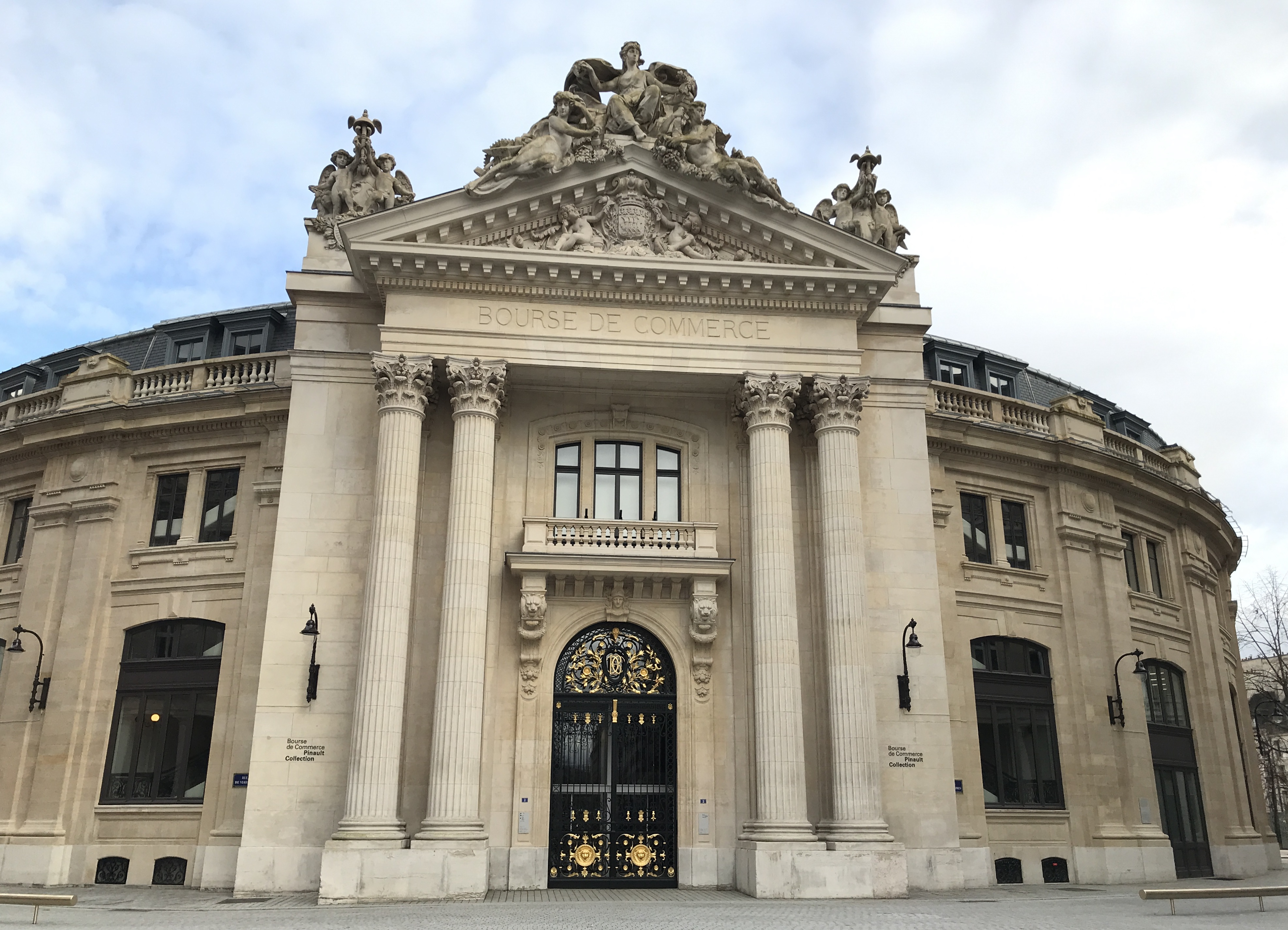
Bourse de commerce de Paris.

### Marchandisation de l'art
En mai 1998, il rachète près de 45 % de la maison britannique de ventes aux enchères Christie's (dont 29,5 % au milliardaire Joe Lewis), puis se propose dans la foulée de reprendre l'intégralité des parts à un prix survalorisant largement la société, reprenant le tout pour 1,2 milliard d'euros,. L'acquisition est un choc pour l'establishment britannique, et une pression supplémentaire sur l'État français alors que la suppression du monopole des commissaires-priseurs fait partie des questions que le gouvernement Jospin doit adresser. En 2000, il ferme Spink, la plus vieille maison aux enchères établie en 1666 et rachetée par Christie's en 1993.
L’exposition Jeff Koons – Versailles de 2008 met principalement en avant trois artistes que François Pinault collectionne. Sur six œuvres de Koons prêtées à l'événement, trois sont ensuite vendues à Christie's avec une cote augmentée. Cependant, selon Artnet, la cote des œuvres de Jeff Koons aurait plutôt baissé entre 2008 et 2009. Le rôle de Jean-Jacques Aillagon, alors directeur du château de Versailles, est critiqué dans la mesure où ce proche de François Pinault a alterné les passages entre structures privées de François Pinault et structures publiques, alternance potentiellement porteuse de conflits d'intérêts,,.
François Pinault se serait déguisé à plusieurs occasions en manutentionnaire pour entrer dans les foires avant leur ouverture, comme à la foire de Bâle de 2006 où il s'est muni d’un faux badge de galeriste pour repérer les œuvres intéressantes avant l'ouverture de la foire.

## Autres activités

### Préservation du patrimoine et investissements immobiliers
En 1990, à la suite de l'incendie de la forêt de Paimpont en Bretagne, François Pinault finance le projet de nettoyage et de reboisement. En 2000, il fournit une aide financière importante pour venir en aide aux îles bretonnes touchées par la propagation de pétrole à la suite du naufrage de l'Erika.
En 2000, François Pinault reprend le Théâtre Marigny et place Robert Hossein à la direction artistique[source insuffisante]. En 2018, après cinq années de fermeture pour des travaux s’élevant à 20 millions d’euros, le théâtre ouvre de nouveau ses portes.
En avril 2019, à la suite de l'incendie de Notre-Dame de Paris, la famille Pinault annonce son intention de débloquer 100 millions d'euros pour sa reconstruction, une promesse concrétisée en septembre 2019 avec un premier paiement de 10 millions d'euros. En avril 2019, dans le cadre de la mission patrimoine de Stéphane Bern, il donne 150 000 euros pour la rénovation de l'église Saint-Léon de La Baussaine,. À Dinard, il fait l'acquisition de la villa Greystones en 2012 (architecte : Michel Roux-Spitz - classée monument historique en octobre 2019) et de la villa Bel-Esbat en 2022 (architecte : Alexandre Angier).
Pendant l'été 2021, il rachète l'hôtel de Cavoye, rue des Saints-Pères à Paris pour 80 millions d'euros. Bâti au XVIIe siècle, c'est l'ancienne résidence de Bernard Tapie ; dans le même bâtiment il fait l’acquisition également de l'appartement situé sous les combles pour 11 millions. Monument historique, François Pinault supervise personnellement la restauration, ainsi que la décoration placée sous la responsabilité de Jacques Grange.
Sa présidence principale est l'hôtel de Clermont-Tonnerre situé rue du Bac dans le 7e arrondissement de Paris, qu'il a acquis en 2014 pour 52 millions d'euros à la famille Bordeaux-Groult, portant le même nom qu'un autre hôtel de Clermont-Tonnerre, situé rue François 1er, où se trouve le siège de la holding familiale, Artémis.
Il possède également plusieurs autres biens immobiliers comme le Château de la Mormaire dans les Yvelines, une villa à Saint-Tropez, le Palazzo Grassi à Venise qui sert de musée à sa collection d'art, l’hôtel de Montmorency-Fosseux, rue de Tournon dans le 6e. Durant quelques années, il est propriétaire de l’hôtel Choiseul-Praslin, du XVIIIe siècle, situé rue de Bourgogne dans le 7e arrondissement de Paris, acheté en 1999 et revendu à son fils Dominique en 2007. Il possède également un bail de cinquante ans sur la Bourse de Commerce.
En juin 2025, François Pinault, via sa holding Artemis, donne 800 000 euros pour la restauration du retable Saint-Anne de l'église Saint-Derrien de Commana, dans le Finistère.

### Vignobles et grands crus
En 1993, François Pinault rachète 94,5 % du vignoble du Premier cru Château Latour (Pauillac (AOC)). Il reprend le domaine vigneron René Engel, renommé Domaine d'Eugénie à Vosne-Romanée en 2006, le domaine produit six vins sur cinq appellations, puis en monopole le Château-Grillet (Château-Grillet (AOC)) en 2011. L'année suivante, il s'offre une ouvrée du prestigieux Grand Cru Montrachet achetée au Château de Puligny-Montrachet. En 2013, il rachète le domaine californien de la Napa Valley Araujo Estates Wines (Calistoga) rebaptisé Eisele Vineyard. En 2018, Artémis reprend le monopole Grand cru Clos-de-tart (Côtes de Nuits). Le 30 septembre 2022 Artémis Domaines fait l'acquisition de la Maison Bouchard Père & Fils en Bourgogne, 130 hectares dont 12 en Grand cru et 74 en Premier cru, ainsi que du domaine William Fèvre (Chablis), par son union avec les Maisons & Domaines Famille Henriot (champagne) propriétaires depuis 1995 et qui deviennent actionnaire minoritaire de la nouvelle entité, En décembre 2022, il rachète à 100 % la maison de champagne Jacquesson,.

### Presse et production
En 1993, François Pinault coproduit le documentaire Bosna ! sorti en 1994. En 2000, il participe à hauteur de 27 % au capital de lancement de la chaîne de télévision bretonne TV Breizh. Il est propriétaire de l'hebdomadaire Le Point, magazine d'actualités de droite et de tradition libérale. En 2013, il participe à 2 % au capital de la société de production cinématographique Cinémaphore de Julie Gayet et Charles Gillibert.

## Fortune
La capitalisation boursière de Kering, qu'il contrôle à hauteur de 41 % via Artémis, est de 73,8 milliards d'euros au 31 décembre 2019. En 2020, le patrimoine familial de François Pinault est estimé à 32 milliards d'euros par le magazine Challenges en augmentation par rapport aux années précédentes, et ce, malgré la pandémie de Covid-19, qui a fortement affecté la consommation mondiale et donc le secteur du luxe. En 2021, le magazine Forbes estime sa fortune à 42,3 milliards de dollars et le classe 27e fortune mondiale tandis que l'année suivante, Challenges estime sa fortune professionnelle en nette baisse à 30,9 milliards d'euros.

## Relations politiques

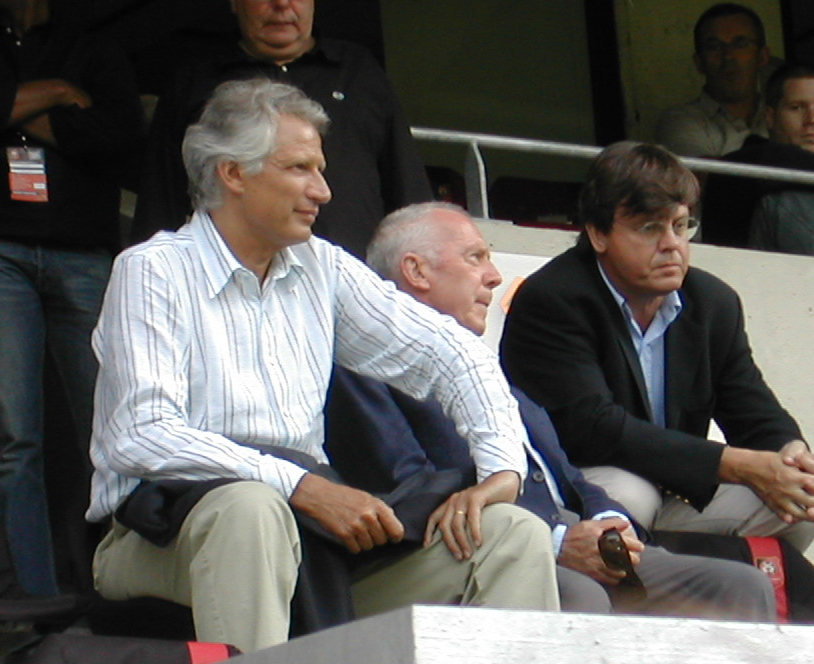
François Pinault (au centre)

Lorsque Valéry Giscard d'Estaing passe en campagne à Rennes en 1974, il s'arrête à la maison de Pinault à Bruz (la Droulinais). Pinault s'affiche vif partisan de Jean-Jacques Servan-Schreiber, puis se rapproche de la Jeune Chambre économique qui se caractérise par son désir de renverser la vieille garde rennaise.
En 1976, il rencontre Jacques Chirac à qui il rend service en rachetant le fabricant d'étagères Bruynzell implanté dans la circonscription du futur président,. Les deux hommes deviennent proches. Jacques Chirac et sa femme Bernadette ont passé les dernières années de sa vie dans un hôtel particulier parisien mis à disposition par l'homme d'affaires et où l'ancien président est décédé,. Outre Jean-Marie Le Pen et Dominique de Villepin, il entretenait aussi quelques amitiés au PS. Il aurait plaidé la cause de Nicolas Sarkozy auprès de Jacques Chirac après que Sarkozy a rejoint Édouard Balladur pour la présidentielle de 1995. En 2012, il annonce son intention de voter pour François Hollande, avec qui il serait ami depuis 2011 selon Le Canard enchaîné.
Lors d'un entretien accordé à M, le magazine du Monde le 22 juin 2018, il déclare que le président Emmanuel Macron « ne comprend pas les petites gens [et] mène la France vers un système qui oublie les plus modestes ». Le lendemain, Benjamin Griveaux répond : « De la part de quelqu’un qui pendant longtemps n’a pas payé d’impôts, je ne suis pas certain qu’il comprenne lui-même les petites gens ». Le surlendemain, François Pinault parle d'une « petite phrase largement tronquée » et affirme avoir « la plus grande admiration pour l'action conduite par le président depuis son arrivée à la tête de l'État ».[pertinence contestée]

## Biographies
En décembre 1997, Le Canard enchaîné annonce la sortie prochaine d'une biographie sur François Pinault rédigée par le journaliste Pierre Daix, un ami de Pinault. Cette annonce est perçue comme une menace par les éditions Calmann-Lévy qui annulent la publication d'une biographie enquête sur Pinault des journalistes Pierre-Angel Gay et Caroline Monnot commandée en 1996. François Pinault milliardaire, Les secrets d'une incroyable fortune sort finalement en 1999 aux éditions Balland. Contre toute attente, la Fnac (alors propriété de Pinault) le distribue en tête de rayon. En préface, Pinault explique son refus d'avoir rencontré les auteurs pour n’être « ni le censeur ni la victime » de leur enquête.
La biographie François Pinault : l'empire menacé (ed. du Carquois. 2002) est rédigée par l'ancien directeur de la rédaction de L'Expansion François Roche.

## Controverses
François Pinault milliardaire, Les secrets d'une incroyable fortune (Gay & Monnot, ed. Balland. 1997) dissèque les amitiés politiques et les affaires passées de Pinault : Dans les années 1970, la Fédération française des importateurs de bois porte plainte contre François Pinault pour avoir mis sur le marché des planches de 60 × 170 cm vendues sous étiquette 65 × 180 cm. François Pinault doit accepter une transaction pour régler l’affaire. En septembre 1981, à la suite d'une plainte de la Fédération des importateurs, François Pinault verse 2,25 millions de francs de réparation à la Commission des infractions fiscales en raison de nombreux versements effectués sur des comptes offshore basés dans des paradis fiscaux. De la fin des années 1980 à 1992, François Pinault met en place un système de double facturation avec les sociétés offshore Pan Atlantic (domiciliée à Manhattan) et Seabex (domiciliée à Londres) qui alimentent un compte en Suisse échappant au contrôle renforcé des changes mis en place par le gouvernement socialiste,. En 1992, la vente d’Isoroy au groupe allemand Glunz donne lieu à un contentieux arbitré par un tribunal suisse qui condamne le groupe Pinault au versement de dédommagements de 71 millions de francs.
Au début des années 1990, François Pinault vend ses activités bois et meubles pour investir dans la distribution, des cessions qui mettent au jour plusieurs irrégularités dans les comptes des sociétés cédées : À la suite de sa cession par le groupe Pinault, des créances fictives et des faux stocks sont découverts dans les comptes de la société Guermonprez, ce qui mène Pinault à payer 700 000 francs pour retirer la plainte associée; En 1992, les mêmes irrégularités comptables émergent lors de la revente de la société Lafa-Ranger par François Pinault à Bernard Roques et Claude Caplan (anciens secrétaire général et directeur juridique du groupe Pinault), ce qui mène un tribunal arbitral à le condamner à payer 100 millions de francs d’indemnités.
Entre 1997 et 2001, la justice californienne enquête sur le montage mis en place pour l’acquisition d'Executive Life Insurance Company, rappelant que la loi américaine interdit plus de 25 % de participation d’une banque dans une compagnie d’assurance, et suspectant François Pinault d’agir en faux-nez pour le Crédit lyonnais,. En 2004, Artémis écope d’une amende de $110 millions, mais François Pinault en sort blanchi. En 2001, toujours dans le cadre de l'affaire Executive Life, des documents de 1994 remontent à la surface qui l'identifient comme propriétaire de la Forest Product International (FPI), société de droit néerlandais qui détient anonymement 1/3 de la Financière Pinault depuis 1976. Il règle le différend avec le ministre des Finances Laurent Fabius en payant près de 450 millions d’euros au fisc français.

## Hommages
En 2022, l'école primaire de Trévérien que François Pinault fréquente de 1941 à 1947 est renommée l'école primaire François Pinault.

## Distinctions
- Grand-croix de la Légion d'honneur (2017)[148], grand officier (2011)[149], commandeur (2007), officier (1997), chevalier (1988)[150]
- Croix de la Valeur militaire (1958)[6]
- Grand officier de l'ordre de l'Étoile d'Italie (2016)[151]
- Autres : « Breton de l'année » par Armor Magazine (2006), personnalité la plus influente du monde de l'art par le magazine Art Review (2007)[152]

## Dans la fiction
Dans le téléfilm La Dernière Campagne (2013), son rôle est interprété par Jean-Baptiste Malartre.

### Filmographie
- Le Musée et le Milliardaire anticonformiste, documentaire d'Olivier Lemaire diffusé le 20 juin 2021 sur Arte